# Helena Blavatsky
Eléna Petróvna von Hahn, in russo Еле́на Петро́вна Ган, coniugata Blaváckij; anglicizzata in Helena Blavatsky, Madame Blavatsky (Dnipro, 12 agosto 1831 – Londra, 8 maggio 1891), è stata una teosofa, saggista occultista e medium russa naturalizzata statunitense.
Nota anche con le iniziali del suo acronimo, HPB, fu la cofondatrice della Società Teosofica nel 1875; come leader teorica internazionale della teosofia moderna compilò testi di esoterismo e occultismo quali Iside svelata e La dottrina segreta.
Nata da una famiglia aristocratica di origini russo-tedesche in terra di Ucraina, fin da bambina viaggiò lungamente per tutto l'impero russo. In gran parte autodidatta, sviluppò un forte interesse nei confronti dell'esoterismo occidentale durante l'adolescenza; secondo le sue successive dichiarazioni, dal 1849 intraprese una serie di viaggi in tutto il mondo, visitando il continente europeo, le Americhe e il subcontinente indiano.
Nel corso di questo periodo avrebbe avuto modo d'incontrare un gruppo di adepti spirituali denominati i "Maestri dell'antica sapienza", i quali la invitarono a Shigatse nel Tibet, ove l'addestrarono per farle sviluppare i suoi innati poteri psichici. All'inizio degli anni settanta del XIX secolo, rimase coinvolta nel movimento dello spiritualismo; pur difendendo l'essenza genuina dei fenomeni, argomentò contro l'idea che le entità contattate fossero spiriti dei defunti (ciò che connota invece specificamente lo spiritismo). Queste entità erano, a suo dire, personalità umane già reincarnatesi più volte, ma che avendo raggiunto certi gradi di iniziazione previsti dal discepolato teosofico, erano ascese a uno stadio superiore alla morte, e adesso dal loro piano astrale erano divenute pertanto capaci di rigenerare o dissolvere deliberatamente il proprio corpo fisico, per poter comunicare con i comuni mortali.
Trasferitasi negli Stati Uniti d'America intorno al 1873, instaurò un solidale rapporto d'amicizia con Henry Steel Olcott e cominciò a farsi notare dall'opinione pubblica attirando su di sé l'attenzione in qualità di medium. A New York fondò la moderna "Società Teosofica" con l'aiuto di Olcott e di William Quan Judge, nel 1875. Due anni dopo fece pubblicare Iside svelata, un testo ispirato dai maestri che illustra la sua visione teorica sui retroscena occulti del mondo e della storia.
Associandola strettamente con le dottrine esoteriche dell'ermetismo e del neoplatonismo, Helena descrisse la teosofia come «la sintesi della scienza, della religione e della filosofia», affermando il proposito di far rivivere in forma nuova la grande sapienza dei misteri antichi, già intravista a suo tempo dalle religioni maggiori. Nel 1880 si trasferì nell'impero anglo-indiano in compagnia di Olcott, dove la Società si allineò con l'"Arya-Samaj" (un movimento riformista dell'Induismo). In quello stesso anno, nell'isola di Ceylon, divennero i primi occidentali a convertirsi ufficialmente al Buddhismo.
Seppure fortemente contrastata dall'amministrazione coloniale britannica, la Società si diffuse rapidamente in molti territori indiani. Aggravatosi il suo stato di salute, nel 1885 fece ritorno in Occidente, dove creò la "Blavatsky Lodge", a Londra, nel 1887; qui pubblicò La dottrina segreta, un commento su ciò che affermava essere scritto in antichissimi manoscritti tibetani. I due libri seguenti furono La chiave della teosofia e La voce del silenzio. Morirà d'influenza nel 1891 a 59 anni.
Rimarrà una figura assai controversa per tutta la vita, appoggiata da sostenitori che la videro come una guru illuminata; mentre venne derisa come ciarlatana e plagiatrice fraudolenta da parte dei critici più severi. Le sue dottrine teosofiche influenzarono la diffusione del pensiero induista, ma soprattutto della storia del buddhismo in Occidente, nonché lo sviluppo di correnti esoteriche occidentali come l'Ariosofia,  e i movimenti della New Age dopo la metà del XX secolo.

## Biografia
Lo sviluppo di un resoconto affidabile sui primi anni della vita di Helena risulta essere assai difficoltoso per i biografi, in quanto in seguito ella fornì deliberatamente relazioni contraddittorie e falsificazioni sul proprio passato; inoltre pochissimi dei suoi scritti anteriori al 1873 sopravvissero, il che significa che si deve fare affidamento solamente sui testi successivi. Le narrazioni dell'infanzia fornite dai familiari sono state considerate sempre col beneficio del dubbio.

### Giovinezza

#### Nascita e famiglia
Elena Petrovna von Hahn nacque a Ekaterinoslav (città ucraina facente parte dell'impero russo ed oggi nota col nome di Dnipro), figlia primogenita di Pëtr Alekseevič von Hahn - di ascendenze tedesche del Baltico - e di Elena Andreevna Fadeeva. La sua effettiva data di nascita fu il 12 di agosto, anche se secondo il calendario giuliano allora ancora in vigore nei territori russi fu il 31 di luglio. Venne battezzata secondo il rito della Chiesa ortodossa russa.
All'epoca la cittadina che le diede i natali era attraversata da un'epidemia di colera che la madre contrasse poco dopo il parto. Tuttavia, nonostante le aspettative negative del medico, madre e figlia sopravvissero al morbo. La famiglia discendeva dall'aristocrazia; la madre (Елена Андреевна Ган, 1814-1842, nata Fadeyeva) era un'autodidatta diciassettenne figlia della principessa Elena Pavlovna Dolgorukaja.
Il padre (Пётр Алексеевич Ган, 1798-1873) servì come capitano dell'artiglieria reale a cavallo e in seguito salì al rango di colonnello; egli non fu presente alla nascita, trovandosi in territorio polacco impegnato a sedare la Rivolta di novembre: la vedrà per la prima volta solo quando aveva già 6 mesi. Oltre alla sua doppia origine russo-tedesca Helena poté rivendicare anche un'eredità ancestrale francese, visto che il bisnonno fu un nobiluomo fuggito dal regno di Francia per scampare alla persecuzione contro gli Ugonotti; servirà alla corte di Caterina II di Russia.
Come risultato delle promozioni di carriera del padre la famiglia si trovò costretta a trasferirsi spesso in diverse parti dell'impero, accompagnata dai loro numerosi servitori; un'infanzia in costante movimento che avrebbe potuto ben influenzare lo stile di vita in larga parte nomade della futura "Madame Blavatsky". Quando ebbe un anno giunse il primo spostamento a Kam"jans'ke (l'allora cittadella militare di Romankovo); nel 1833 il fratello minore Sasha morì per l'impossibilità di trovare una qualche assistenza medica.
Nel 1835 madre e figlia giunsero a Odessa dove il nonno materno Andrej Michajlovič Fadeev, amministratore civile delle autorità imperiali, era stato di recente assegnato. Fu in questa città che nacque la sorella Vera Petrovna.

#### San Pietroburgo, Poltava e Saratov
Nel 1836 la famiglia si trasferì a San Pietroburgo. La madre amò immediatamente la città, tanto da iniziare una propria attività letteraria; creò romanzi sotto lo pseudonimo di "Zenaida R-va" e traducendo le opere dello scrittore inglese Edward Bulwer-Lytton, che introdusse per la prima volta nei circoli letterari russi.
Quando il marito dovette ritornare in Ucraina l'anno seguente, la moglie non lo seguì. Dopo che il nonno materno venne assegnato all'incarico di fiduciario presso i Calmucchi, la figlia e la nipote lo accompagnarono fino ad Astrachan'; qui fecero amicizia con il leader tribale
Tumen. I Calmucchi erano (e lo sono a tutt'oggi) praticanti del buddhismo tibetano; fu proprio qui che Helena acquisì la sua prima esperienza con la religione.
Nel 1838 la madre si trasferì con le figlie a Poltava per stare vicino al marito; qui insegnò a Helena a suonare il pianoforte e le organizzò delle lezioni di danza. A causa della cattiva salute, presto la madre fece ritorno a Odessa, dove Helena imparò la lingua inglese da una governante britannica. Successivamente si mossero in direzione di Saratov, ove nel giugno del 1840 nacque il fratello Leonid. La madre morì di tubercolosi nel giugno del 1842 a neanche 28 anni.
I 3 fratelli rimasti orfani furono mandati a vivere dal nonno materno, il quale era stato nel frattempo nominato al governatorato di Saratov. Lo storico Richard Davenport-Hines ha descritto la giovane Helena come "una bambina coccolata, capricciosa e non autonoma, che ingannava il prossimo con racconti totalmente inventati". Le testimonianze fornite dai parenti rivelano ch'ella socializzava nella maggior parte dei casi con i bambini di classe inferiore e che si divertiva nelle burle e nella lettura.
Le vennero impartite lezioni di lingua francese, storia dell'arte e musica, tutti argomenti che all'epoca si insegnavano alle ragazze di buona famiglia per facilitarle nella ricerca di un marito. Assieme ai nonni trascorse le vacanze estive negli accampamenti calmucchi, dove imparò ad andare a cavallo e qualche parola di lingua tibetana. In seguito affermerà che fu a Saratov che scoprì la biblioteca personale del bisnonno materno, il principe Pavel Vasilevič Dolgorukov (morto nel 1838); questa avrebbe contenuto una gran varietà di libri su soggetti esoterici, incoraggiando così il suo precoce interesse nei confronti dell'esoterismo.
Il bisnonno era stato iniziato alla Massoneria verso la fine degli anni 1770 ed era appartenuto al rito di stretta osservanza templare; girarono voci sul fatto che avesse fatto la conoscenza di Cagliostro e del Conte di Saint-Germain. Affermerà anche che fu proprio in questo periodo che cominciò a sperimentare delle visioni e incontrò un uomo detto "indiano misterioso", destinata a conoscerlo nella carne solamente in una vita successiva. Molti biografi considerano questa la prima apparizione dei cosiddetti "Maestri antichi".
Secondo alcune fonti nel 1844-45 venne condotta dal padre in Inghilterra, dove visitò Londra e Bath; stando a lei nella capitale inglese ricevette lezioni di pianoforte dal compositore boemo Ignaz Moscheles ed addirittura le capitò di suonare accompagnata da Clara Schumann. Si ritiene però che questa visita in terra inglese non sia in realtà mai avvenuta perché nessuna menzione di ciò venne mai trascritta nelle memorie della sorella.
Dopo un anno trascorso con la zia Ekaterina Andreevna Witte (madre di Sergej Jul'evič Witte) si trasferì a Tbilisi, dove il nonno era stato nominato direttore delle terre statali in Transcaucasia. Helena affermò che qui fece amicizia con Aleksandr Vladimirovič Golicyn, un massone russo appartenente alla famiglia Golicyn, che incoraggiò il suo interesse per le questioni esoteriche; dichiarò inoltre che in questo periodo aveva avuto altre esperienze riconducibili al paranormale e ai "viaggi astrali" e un nuovo incontro visionario col misterioso indiano.

### Viaggi nel mondo
Appena diciassettenne Helena accettò di sposare Nikifor Vladimirovich Blavatsky, un uomo di 48 anni che lavorava al governatorato di Erivan; le ragioni rimasero poco chiare, anche se in seguito ella affermerà di averlo fatto perché fu attratta dalla fede di lui nella magia. Il matrimonio, seppur ella abbia cercato di scappare al momento dalla cerimonia nuziale, venne celebrato il 7 luglio del 1849.
Andarono a vivere nel castello-fortezza di Erevan, ma dopo aver tentato ripetutamente di fuggire e tornarsene a Tbilisi dai nonni, il matrimonio ebbe rapidamente termine - molto probabilmente senza essere consumato - anche se non venne mai formalmente sciolto, cosicché Helena continuò sempre a portare il cognome del marito con cui è nota ancor oggi.
La famiglia la mandò, accompagnata da un servo e dalla domestica, a Odessa per incontrare il padre, il quale decise infine di ritornare a San Pietroburgo con lei. Passati per Poti e Kerč' affermerà che, eludendo il controllo degli accompagnatori riuscì a corrompere il capitano della nave che li aveva condotti fino in Crimea, intendendo continuare il viaggio diretta a Istanbul. L'episodio a suo dire segnò l'inizio di 9 anni trascorsi in giro per il mondo, forse finanziata dal padre.
Non tenne un diario in questo lasso di tempo e non venne assistita da alcun parente, pertanto è impossibile verificare le sue dichiarazioni. Lo storico di esoterismo Nicholas Goodrick-Clarke non ha mancato di osservare che la conoscenza pubblica di questi presunti viaggi si basa esclusivamente sulle relazioni da lei stessa effettuate. Il tutto rimane pertanto in gran parte non corroborato da prove e oltretutto alterato da occasionali contraddizioni nella stessa cronologia dei fatti.
Per lo studioso di storia delle religioni Bruce F. Campbell non esiste alcuna prova né dato affidabile per i seguenti 25 anni della sua vita; secondo il biografo Peter Washington a questo punto "il mito e la realtà cominciano a fondersi perfettamente nella biografia di Blavatsky". Asserirà che nella capitale dell'Impero ottomano sviluppò una feconda amicizia con un cantante lirico ungherese di nome Agardi Metrovitch, che il destino le fece incontrare per poterlo salvare da un tentativo di omicidio (di cui lei stessa sventerà il complotto).
Qui avrebbe incontrato anche la contessa polacca Sof'ja Potocka, che seguì in qualità di dama di compagnia nel corso delle visite effettuate nell'Eyalet d'Egitto, in Grecia ed Europa orientale. Al Cairo avrebbe conosciuto lo studente d'arte statunitense Albert Leighton Rawson - che scriverà più tardi diffusamente sulla cultura mediorientale - e insieme visitarono un mago Copto chiamato Paulos Metamon.

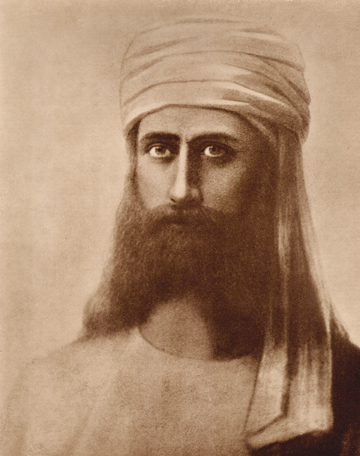
Un ritratto del maestro indiano Morya

Nel 1851 si sarebbe trasferita a Parigi dove fece visita a Victor Michal, un medico che praticava il mesmerismo e che la impressionò molto. Da lì avrebbe preso la via dell'Inghilterra ed a Londra incontrerà il misterioso indiano che le era già precedentemente apparso durante le sue visioni infantili, un iniziato all'Induismo che lei chiamò Morya. Scriverà diversi racconti, l'uno in contraddizione con l'altro, sull'avvenimento (in alcune versioni lo avrebbe incontrato a Ramsgate); sosterrà che l'uomo le affidò una missione speciale, invitandola a recarsi quanto prima in Tibet e asserendo che quella avrebbe dovuto essere la meta finale della sua attuale esistenza.
Intraprese quindi il suo cammino verso il continente asiatico attraversando le Americhe; si dirigerà in Canada nell'autunno del 1851. Ispirata dai romanzi di James Fenimore Cooper andrà in cerca delle comunità dei nativi americani nel Québec, nella speranza d'incontrare i loro sacerdoti-maghi. Qui invece venne derubata, ma attribuirà questo cattivo comportamento all'influenza corruttrice dei missionari cristiani.
Si diresse quindi verso Sud a New Orleans, in Texas, nel Messico per finire fin sulle Ande, prima d'imbarcarsi dalle Indie occidentali alla volta di Ceylon britannico prima e poi per Mumbai; trascorrerà 2 anni nel subcontinente indiano, presumibilmente seguendo le istruzioni contenute nelle lettere che Morya le inviava periodicamente. Tentò di entrare nel Tibet, ma ciò le sarà impedito dall'amministrazione britannica.
Cercherà quindi di ritornare nel continente europeo; sopravviverà a un naufragio avvenuto all'altezza del Capo di Buona Speranza prima di arrivare in Inghilterra nel 1854; a causa della guerra di Crimea in pieno svolgimento si troverà ad affrontare l'ostilità degli inglesi nella sua qualità di cittadina russa. Qui avrebbe quindi lavorato come concertista alla Royal Philharmonic Society.
Riattraverserà l'oceano Atlantico in direzione degli Stati Uniti d'America; visiterà New York (dove reicontrerà Rawson), prima di visitare Chicago, Salt Lake City e San Francisco: da qui partirà per il Giappone. Trascorrerà poi diverso tempo nel Kashmir, in Ladakh e nella Company Raj, prima di intraprendere un secondo tentativo di entrare in Tibet; questa volta avrebbe avuto successo. Era il 1856 ed era accompagnata da un membro dello sciamanesimo appartenente ai Tartari che stava tentando di raggiungere la Siberia e che - in quanto cittadina russa - credeva che Helena potesse aiutarlo.
Dopo una breve pausa nella sua nazione natale, nel 1865 riprese a viaggiare. Ci fu anche una breve parentesi italiana dove ebbe modo di conoscere Garibaldi, col quale partecipò alle battaglie di Monterotondo e di Mentana. Nella battaglia di Mentana venne colpita al torace da due pallottole e, creduta morta, venne gettata in una fossa comune. Venne salvata in extremis da alcuni non ben identificati maestri. Indi continuò a girovagare per il mondo.

### Maturità

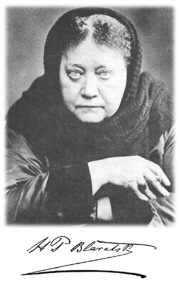
Helena Blavatsky in età avanzata

Nel 1875 a New York fondò la Società Teosofica con Henry Steel Olcott, William Quan Judge e altri associati, la cui nascita sarebbe stata ispirata da mahatma occulti, definiti «ascesi» a piani superiori dell'essere, allo scopo di creare un'infrastruttura terrena di un progetto spirituale che riportasse in auge l'antica saggezza divina che era stata alla base di altre scuole del passato, quali il neoplatonismo, lo gnosticismo e i misteri del mondo classico.
Come opera divulgativa della dottrina teosofica, Madame Blavatsky scrisse dei libri sulla religione che facessero conoscere al mondo i suoi insegnamenti sulla materia, in parte ricevuti dai maestri occulti, ma anche sul mondo esoterico, appreso tramite le letture presso il nonno durante l'adolescenza. Il primo di essi fu Iside svelata, pubblicato nel 1877.
Dopo aver trasferito la sede della Società in India, stabilendola infine ad Adyar, nel 1880 durante un suo viaggio a Ceylon Madame Blavatsky e Henry Steel Olcott divennero ufficialmente buddhisti.
Nel corso del suo soggiorno americano Elena si era sposata una seconda volta (senza che il primo matrimonio fosse stato annullato), in un periodo difficile in cui aveva bisogno di sostegno, per gli attacchi ricevuti dopo il suo primo libro. Anche questo matrimonio, tuttavia, non fu consumato, e si concluse rapidamente. Per il resto della sua vita, accanto a lei troviamo altre donne, anche aristocratiche, tra cui la contessa svedese Wachtmeister, che univano il ruolo di compagna a quello di mecenate.
Tornata dall'India, dove nell'ottobre del 1884 riferì del maestro Hilarion (scrivendo il suo nome «Hillarion»), asserendo essere questi recentemente scomparso, a Napoli e successivamente a Würzburg si dedicò alla stesura della sua seconda opera monumentale, La dottrina segreta, basata su un antichissimo manoscritto tibetano, le Stanze dal Libro di Dzyan, scritto in un linguaggio misterico. Seguirono altre opere minori, tra cui La chiave della teosofia. Tra i suoi ultimi atti, nell'agosto del 1890 fondò l'"Inner Circle" di 12 discipline.
Citata più volte come massone, sarebbe stata iniziata al 66o grado del Rito di Memphis da Giuseppe Garibaldi alla vigilia della battaglia di Mentana, alla quale avrebbe partecipato; il 24 novembre 1877 ricevette  da John Yarker un diploma del più alto grado della Massoneria d'Adozione del Rito di Memphis-Misraïm. Si stabilì infine a Londra, ma già sofferente di problemi cardiaci e reumatismi rimase vittima della pandemia di influenza russa nel 1891. Il suo corpo venne cremato. Il New York Times in tempi recenti scrisse di lei: 

## Opere principali
- Iside svelata (Isis Unveiled, a master key to the mysteries of ancient and modern science and theology, 1877)

edito in italiano da Armenia e da Edizioni Teosofiche.
- Un'isola di mistero

edito in italiano da L'Età dell'Acquario.
- Dalle caverne e dalle giungle dell'Indostan (From the Caves and Jungles of Hindostan, 1879-80) testo in lingua originale Archiviato il 24 marzo 2010 in Internet Archive.

edito in italiano da L'Età dell'Acquario.
- La dottrina segreta (The Secret Doctrine, the synthesis of Science, Religion and Philosophy, 1888) testo in lingua originale.

edito in italiano, sia nella "edizione di studio" (senza le discussioni con la scienza di quel tempo), e sia in edizione integrale in otto volumi, entrambe da Edizioni Teosofiche Italiane.
- Le stanze di Dzyan

si tratta della versione tradotta in italiano dell'omonimo manoscritto redatto dalla Blavatsky e citato ne La dottrina segreta.
- La voce del silenzio (The Voice of the Silence, 1889) testo in lingua originale

edito in italiano da Edizioni Teosofiche Italiane e da BIS Edizioni.
- La chiave della teosofia (The Key to Theosophy, 1889) testo in lingua originale

edito in italiano da Edizioni Teosofiche Italiane e da Astrolabio.
- Raja Yoga o Occultismo

raccolta di articoli pubblicati in origine sulle riviste Lucifer e Theosophist, edito in italiano da Astrolabio (1981).
- Nightmare Tales (1892)
- Personal Memoirs of H. P. Blavatsky. Autobiographic notes compiled by Mary K. Neff (1937)

I suoi numerosi articoli sono stati raccolti nell'opera Collected Writings of H. P. Blavatsky, serie di 15 volumi (compreso l'indice).